# Pajura (stație de metrou)
Pajura este o stație în execuție din metrou din București. Se va afla în Sectorul 1, în lungul căii ferate, de-a lungul străzii Băiculești. Termenul estimat de punere în funcțiune era a doua jumătate a anului 2021.
În februarie 2023 lucrările de construcție a stației încă nu începuseră.